# 三都ネット
三都ネット（さんとネット）は、サンテレビジョンと京都放送（KBS京都）が2002年4月に結成した共同制作機構の名称。民放初の事実上の業務提携であった。

## 概要
これ以前からもサンテレビとKBS京都は互いのバラエティ番組やスポーツ中継（競馬と阪神タイガース戦）を購入しており、同時放送の番組もあった。
「どきどきギュッと!三都ネット」をスローガンに、兵庫県と京都府、両局の受信が可能な大阪府の地域情報を中心とした番組編成を共同制作や番組の相互ネットワークなどで展開するものである。しかし、共同制作番組である『らぶかん』がわずか1年で終了して以来、「どきどきギュッと!三都ネット」のスローガンは用いられていない。
理由として、サンテレビはKBS京都に共同でのデジタル化推進を期待していたが、水面下でKBS京都は関西テレビとフジテレビと資本提携をし、これをもって提携の大幅縮小となったことにある。この時点で、サンテレビは「これで（他局よりデジタルでは）1年出遅れた」と認めている。
KBS京都は関西テレビ（京都チャンネルへのコンテンツ提供）や、テレビ神奈川とのハイビジョンでの共同制作番組を多数手がけるなど、活発な動きを見せるが、逆にサンテレビは2004年のデジタル放送開始から2006年まで簡易マスターでの放送を強いられ、デジタルでハイビジョン放送が一切できない（しかもサブやスタジオの改修が終わっていないので『サンテレビボックス席』に限る）という結果となった。

## 代表的な共同制作番組
- らぶかん（2002年4月 - 2003年3月）
- スーパー・アイドル・ネットワーク（2002年4月 - 9月）

以下は大阪芸術大学、テレビ神奈川との産学協同製作ドラマシリーズ（2003年から毎年10月 - 12月、それぞれ13回シリーズ）
- ニトナツ〜恋も仕事も〜（2003年）
- ヒナの魂（2004年）
- 探偵オブマイハート（2005年）